# Rue François Bekaert
Pour les articles homonymes, voir Bekaert.
La rue François Bekaert est une voie bruxelloise de la commune d'Auderghem qui relie la rue du Moulin à Papier à l'avenue Léopold-Florent Lambin dans le quartier Tenreuken, sur une longueur de 110 mètres. La numérotation des habitations va de 3 à 17 pour le côté impair et de 2 à 24 pour le côté pair.

## Historique et description
La rue fut baptisée le 3 février 1950.[réf. souhaitée]

### Origine du nom
Le nom de la rue vient du soldat François Bekaert, né le 25 mai 1922 à Auderghem et tué le 21 août 1944 à Auberville en France, soldat 1ère Unité Motorisée de la brigade Piron, durant la Seconde Guerre mondiale.

## Inventaire régional des biens remarquables
- Premier permis de bâtir délivré le 15 mai 1950 pour les nos 8 et 10.